# Romanis pontificibus
Romanis pontificibus è un decreto di papa Paolo VI promulgato il 6 giugno 1975.
Il decreto disciplinò l'assegnazione delle diocesi della Bosnia ed Erzegovina le cui parrocchie da secoli e fino ai primi anni '40 erano ancora controllate da parroci e da vescovi francescani, che furono successivamente tacciati di aver mancato al loro voto di ubbdedienza.

## Antefatto
Nel luglio 1881, Papa Leone XIII promulgò la bolla Ex hac augusta, che istituiva la provincia ecclesiastica di Vrhbosna, alla quale veniva annessa l'Erzegovina, mentre veniva nominato un vescovo stanziale di Mostar che aveva diritto all'antico titolo di Duvno.

## Contenuto
Il decreto ingiunse ai francescani di liberare le parrocchie a favore dei vescovi di nuova nomina.
In particolare, fu regolamentata la situazione giurisdizionale della diocesi di Mostar-Duvno.

## Attuazione
Il decreto fu in primo luogo attuato dall'allora vescovo Pavao Žanić, quindi dal suo successore Ratko Perić che permise ai frati francescani di restare a Medjugorie, reputandoli innocenti. Solamente frate Tomislav Vlašić fu ritenuto colpevole di disubbedienza e di reati sessuali, e ridotto allo stato laicale.
Al dicembre 1998, le parti stavano completando l'attuazione dell'accordo.